# Kunsten at leve Livet
Kunsten at leve Livet (originaltitel Ein Lebenskünstler) er en tysk stumfilm fra 1925 instrueret af Holger-Madsen.

## Medvirkende
- Paul Bildt
- Olaf Fjord
- Robert Garrison
- Marie Grimm-Einödshofer
- Friedrich Kayßler
- Erna Morena
- Grete Mosheim
- Holger Reenberg
- Frida Richard